# Fidelia hessei
Fidelia hessei là một loài ong trong họ Megachilidae. Loài này được Whitehead & Eardley miêu tả khoa học đầu tiên năm 2003.